# Trosky
Pour le joueur de baseball, voir Hal Trosky.
La ville américaine de Trosky est située dans le comté de Pipestone, dans l’État du Minnesota. Lors du recensement de 2010, elle comptait 86 habitants.

## Source
- (en) Cet article est partiellement ou en totalité issu de l’article de Wikipédia en anglais intitulé « Trosky, Minnesota » (voir la liste des auteurs).